# Вертьянов, Сергей Юрьевич
Серге́й Ю́рьевич Вертья́нов (также известен под фамилиями Вальшин и Воробьёв; род. 29 мая 1964) — российский писатель-креационист, антиэволюционист. Получил известность как автор «православного» учебника «Общая биология» для 10—11-х классов, написанного с позиций «православного» креационизма, представляющего библейскую историю в качестве «альтернативы» биологической эволюции. Учебник вызвал научную критику и критику со стороны некоторых православных богословов.
В своих публикациях продвигает младоземельный креационизм и «научный креационизм», стремясь совместить современную биологию с буквалистской трактовкой библейского сюжета о сотворении мира за шесть дней. Положительные отзывы деятелей российской науки на обложке учебника являются сфальсифицированными. Под псевдонимом Вальшин писал положительные рецензии на собственные книги. Лауреат антипремии почётный академик ВРАЛ за 2023 год.

## Биография
В 2006 году был приглашён истцом по делу Шрайбер «о навязывании теории Дарвина» как эксперт, но не смог выступить в этом качестве ввиду отсутствия профильного образования.
С 2011 года преподавал в Николо-Угрешской православной духовной семинарии, вёл курсы библейской археологии и концепции современного естествознания. На 2022 год не значится в числе преподавателей семинарии.
Представляет себя в качестве выпускника 1987 года факультета молекулярной и биологической физики Московского физико-технического института (МФТИ), а также как кандидата физико-математических наук, защитившего кандидатскую диссертацию в 1990 году. Однако в списках выпускников МФТИ за 1987 год нет Вертьянова, или Вальшина. Также в данных ВАКа нет информации о его кандидатской диссертации. Названия своей диссертации Вертьянов нигде не упоминал.

## «Общая биология» для 10—11-х классов

Обложка учебника

Автор вышедшего в 2005 году учебника «Общая биология» для 10—11-х классов «с преподаванием биологии на православной основе», представленного как «первый учебник биологии, не стесненный материалистическими рамками» и вызвавшего обстоятельную и содержательную научную критику. Учебник выпускался издательством Троице-Сергиевой лавры.

### Содержание
Учебник представляет новое поколение креационистских учебников в России. Он хорошо иллюстрирован, акцентируется на биологии и пытается совместить «православные» интерпретации и традиционные биологические пассажи. Структура учебника воспроизвела структуру светских учебников; в части структуры книга соответствует российским образовательным стандартам. Разница становится очевидной только в последних строчках каждой главы, где содержатся такие тексты: «удивительные свойства ДНК наводят нас на мысль о Творце»; «биоценозы представляют собой гармоничную систему организмов, в которой одни виды и сообщества удивительным образом взаимодействуют с другими, демонстрируя цельность и взаимосвязанность благословенного мира» (2005, с. 301). Учебник содержит приложение с цитатами святых отцов, связанными с биологией.
Наиболее отчётливо креационизм заметен в четвёртой главе, посвященной происхождению жизни и включающей раздел «Гипотеза об эволюции и Сотворение Мира». Как и в других креационистских изданиях, автор отрицает существование «переходных типов» в ископаемых останках и утверждает, что существует «план творения», определивший ход эволюции. Целью главы является дискредитация теории эволюции и «материалистического мировоззрения» при помощи как богословских, так и поданных как «научные» аргументов. «Лишь немногие из профессиональных биологов до сих пор уверены в эволюционно-материалистической версии происхождения жизни» (2005, с. 198). Подобно американским и европейским буквалистам, Вертьянов стремится доказать, что Земля была создана за шесть дней. Он основывается на время жизни 23-х поколений от Адама до Иосифа и делает вывод, что возраст Земли составляет около 7500 лет. Не приводя доказательств, он заявляет, что «современная наука постепенно приходит к признанию каждого слова из священной Библии» (с. 224). Как креационисты из американского Музея творения, автор утверждает, что динозавры и древние люди сосуществовали друг с другом. Он изображает «научную» картину до грехопадения, воссоздавая пищевые цепи в раю. Вертьянов пишет, что до грехопадения комары получали гемоглобин не из животных, а из растений, которые «должно быть, были им богаты». Он утверждает, что льву достаточно было кочана капусты. Автор поддерживает идею об отсутствии смерти и тления в первозданном мире, каким он был до грехопадения Адама. Грехопадением Адама Вертьянов объясняет существование хищных инфузорий, хищных растений, глубоководных актиний, медуз, кровососущих комаров и т. д.
Автор сочувственно цитирует высказывание преподобного Варсонофия Оптинского, в котором «система английского философа Дарвина» именуется «звериной философией».

### Вопрос об официальных рецензиях и отзывах
Учебник три раза проходил рецензирование экспертами РАН и получил отрицательные заключения как не соответствующий современным научным представлениям в области биологии.
На обложке учебника размещены четыре положительных отзыва деятелей российской науки, но на поверку оказалось, что данные отзывы сфальсифицированы Вертьяновым.
Как указано в данном пособии, общую научную редакцию осуществляла доктор биологических наук М. Г. Заречная, она же редактировала раздел о происхождении жизни. В действительности М. Г. Заречной никогда не существовало.
Э. К. Хуснутдинова, профессор Института биохимии и генетики Уфимского научного центра РАН, академик Академии наук Республики Башкортостан, сообщила, что приписываемый ей текст не писала, а, напротив, дала критический отзыв. «Это было в 2005 году, Вертьянов мне посылал свою книгу, я написала, что категорически не согласна с разделом „Происхождение человека“, остальные разделы я не смотрела. Моя рецензия была отрицательной. Тем не менее Вертьянов поместил под моим именем положительный отзыв на обложке книги. Кроме того, он назвал меня членом-корреспондентом РАН, хотя я никогда не имела этого звания. Я много раз писала ему с требованием убрать мое имя из учебника, но ответа не получила».
Александр Рубцов, доктор биологических наук, заместитель декана по науке биологического факультета МГУ, указывал: «Эта фраза выдернута из моего отрицательного заключения, которое я писал в 2005 году, когда этот учебник подавался для получения грифа Минобразования о допущении в качестве учебного пособия в школах». По словам Рубцова, «Поскольку в рецензии надо хоть что-то похвалить, я написал несколько положительных слов, но наряду с этим отметил, что: а) учебник содержит массу фактических ошибок и б) совершенно неприемлема его православная идеология. Что они там в церкви проповедуют — это их дело, но школьников надо учить научным знаниям. Моя рецензия была отрицательной, так же как и рецензия В. А. Ткачука. Не спросив разрешения у нас, Вертьянов выдернул какие-то фразы из наших рецензий и поместил на обложку учебника. Я считаю, что он ведет себя просто неприлично».
Автор неоднократно писал сугубо положительные рецензии на собственные книги: книги подписаны псевдонимом «Вертьянов», рецензии — «Вальшин». Сам Вертьянов по этому поводу сказал следующее: «В любой газете вам предложат написать „рыбу“, никто не будет перечитывать весь учебник. Далее они сверяют, добавляют, убавляют, и в итоге делают уже свою статью. Фамилию под ней поставят вашу».
После смерти академика Ю. П. Алтухова Вертьянов приписывал ему утверждения, что все виды, как они есть, сотворены Богом, и ряд других креационистских высказываний. Сам Алтухов критиковал синтетическую теорию эволюции и высказывал идеи, близкие к теории прерывистого равновесия, но не ставил под сомнение сам факт видообразования в результате эволюции. Как заявлено во второй редакции учебника «Общей биологии», она вышла под редакцией Алтухова. Сохранилась аудиозапись эфира радиостанции «Радонеж», фрагменты из которой, по утверждению Вертьянова, были использованы в качестве вступительного слова Алтухова к учебнику.

### Рецензии и оценки
Инга Левит, Уве Хоссфельд и Леннарт Олссон среди православных антидарвинистов относят автора к «радикалистам», которые отрицают сам факт эволюции.
Доктор медицинских наук, лауреат Премии Президента РФ в области образования, профессор С. Г. Мамонтов, автор учебников по биологии для школ и вузов, в рецензии на учебник Вертьянова писал, что в книге ошибки и небрежности встречаются буквально на каждом шагу, иногда фантазия автора (или недостоверные источники, которыми он пользовался) просто шокируют. В рецензии Мамонтов приводит примеры и пишет, что идея создания православного учебника биологии изначально несостоятельна.
По словам доктора биологических наук профессора биологического факультета МГУ А. С. Северцова, существование учебника Вертьянова является одной из основных проблем в преподавании теории эволюции в российских школах.
По мнению И. И. Ильина и кандидата биологических наук Ю. А. Ющенко, данный учебник частично «переиначивает биологию под религию», подменяет процессы эволюции творением, продвигает «научный креационизм». В книге много «аргументов», которые строятся на отрицании данных современного естествознания, искажённых интерпретаций содержания современных научных дискуссийи теоретический спекуляций, основанных на имеющихся в современном естествознании проблем, которые получают спорное толкование. Отмечено, что учебник Вертьянова имеет многочисленные биологические и общенаучные ошибки. Ильин и Ющенко объясняют это прежде всего недостаточной компетентностью автора в данном предмете и «непониманием фундаментальных биологических законов».
Историк и антрополог Д. С. Иконников характеризовал Вертьянова как «одного из наиболее известных современных лжеучёных‐креационистов». По оценке Иконникова, «все лженаучные построения С. В. Вертьянова основываются на замалчивании и искажении научных фактов». Также он указывает на постоянную небрежность автора учебника «в отношении научных материалов и откровенный дилетантизм в антропологии, анатомии, археологии и т. д. На этом основании делается вывод о том, что книга С. В. Вертьянова представляет собой образец лженаучного труда».
В своём заключении генетик Г. Л. Муравник писала о данном учебнике: «такого количества ошибок я не встречала за всю свою педагогическую практику даже в работах самых безнадёжных учеников-лентяев»; автор не владеет научной терминологией: так, «…удалось сцепить ген, отвечающий за чёрный цвет яиц, с женским полом» (стр. 125); «„дикорастущим родственником“ винограда является „капуста брокколи“», однако, как отмечает Муравник, «капуста относится к семейству крестоцветных, а виноград — к семейству виноградовых»; среди примеров других ошибок Вертьянова: «макроэлементы составляют 99 % массы клетки, а ещё 3 % — другие вещества клетки»; «В организме человека ежедневно синтезируется около 170 кг (!) АТФ, а накапливается 50 г АТФ» (стр. 59). Муравник указывает, что «человек не потребляет пищу в таких немыслимых количествах, а ведь именно пища — источник для биосинтеза АТФ». Далее: «Кроты, по мнению Вертьянова, относятся к отряду грызунов (стр. 181), в то время как они — представители отряда насекомоядных». Вертьянов игнорирует многие основополагающие научные факты. Изложение разделов о происхождении жизни, эволюции, происхождении человека строится так, будто после Опарина и Дарвина в эволюционной биологии вовсе ничего не происходило. Один из рецензентов учебника, профессор биологического факультета МГУ А. С. Северцов, отметил, что параграфы 33-36 Вертьянов списал с учебника «Общая биология» под редакцией Ю. И. Полянского. Но эти сведения относятся к 1960-м годам и являются устаревшими. В целом Муравник отмечает: «данный учебник оказывается ниже всякой критики. От научной картины мира здесь остаются лишь руины, а великие ученые предстают компанией жалких недоумков, шарлатанов и богоборцев». «Концептуальные обобщения» в учебнике сведены к рефрену, что жизнь не могла появиться самопроизвольно и биологической эволюции не существует. Вместо «ниспровергаемой» научной картины мира, автор предлагает буквальное прочтение Шестоднева и вырванные из контекста цитаты трудов ряда отцов Церкви. Муравник заключает: «учащимся предлагается в высшей степени недоброкачественный продукт. Но школьный учебник, как и осетрина, не может быть „второй свежести“. Что же касается его так называемой „православной основы“, то это лишь наглядный пример того, как Имя Господа поминается всуе, что, как известно, есть грех».
Профессор Московской духовной академии Алексей Осипов заметил, что учебник Вертьянова «слаб и беспомощен. И не только в научном плане, о чём свидетельствуют рецензии учёных, но и в богословском отношении он также ниже всякой критики. Стремление Вертьянова опереться на фундаменталистское, буквальное толкование текста Шестоднева и притянуть к нему современную науку — пагубная стратегия».
Как отметили И. И. Ильин и Ю. А. Ющенко, «данный учебник был переиздан уже три раза, но ошибок из года в год в нём становится только больше». Гриф Министерства образования не получило ни первое, ни второе, ни третье издание. В 2022 году издательство Троице-Сергиевой лавры выпустило четвёртое издание учебника.
Протоиерей А. В. Скрипкин, представлявший православную церковь на процессе Марии Шрайбер в Санкт-Петербурге, приветствовал выход учебника и настаивал, что его можно использовать не только в православных, но и в обычных средних школах. Однако протоиерей подчёркивал, что это его личная точка зрения, поскольку церковь не представила окончательного мнения по данному вопросу.
На вопрос биолога Н. М. Борисова «Как же Вы можете рекламировать такой безграмотный учебник, как „Общая биология“ Вертьянова?», креационист Константин Буфеев ответил: «Все эти ошибки — это мелочи, блохи. Главное — православное отношение к предмету».
Предприниматель, основатель телеканала «Царьград ТВ» Константин Малофеев, выступающий за исключение теории Дарвина из образования, утверждал: «До чего доводит подобное образование, мы можем судить по отошедшему от Бога осатанелому Западу». В качестве положительного примера им была приведена гимназия Святителя Василия Великого, где биология, по его словам, преподаётся по учебнику Сергея Вертьянова, который, как утверждает Малофеев, «полностью соответствует образовательным стандартам».

### Влияние
Несмотря на то, что учебник Вертьянова не рекомендован Министерством образования России, он используется для преподавания в частных школах и в некоторых государственных. Так, его использовали в Москве в средних школах районов Ясенево и Сабурово, а также в качестве эксперимента в государственной школе № 262 (Железняк, 2005).. И. И. Ильин и Ю. А. Ющенко писали: «хотя этот учебник принят далеко не во всех школах, но он достаточно широко распространён, что говорит о многом…». По их мнению, он оказывает «крайне негативное влияние на итоговое восприятие и понимание природных процессов старшеклассниками».
Истец по делу Шрайбер предлагал заменить учебник С. Г. Мамонтова учебником Вертьянова.

## Другие публикации
В 2003 году вышла книга автора «Происхождение жизни» и одноимённый фильм, снятый с его участием.
В статье от 01.02.2008 в православном журнале «Нескучный сад», Вертьянов утверждал, что у мужчины на два ребра меньше, чем у женщины, так как женщина была сотворена из ребра Адама; это заявление не соответствует реальной анатомии человека.
В ноябре 2015 года Вертьянов издал книгу «Евангельские события от Рождества до Вознесения Господа Иисуса Христа с историческими и археологическими подтверждениями». События от Рождества до Вознесения Иисуса Христа, изложенные четырьмя евангелистами, даны в единой хронологической последовательности с опорой на толкования преимущественно отцов Церкви, и в первую очередь святителя Иоанна Златоуста. На сайте Николо-Угрешской духовной семинарии утверждается, что автором реконструированы (методом компьютерной реставрации) изображения более 400 мозаик и фресок IV—XVIII вв., памятников истории и архитектуры.
В сентябре 2018 году вышла его книга «Всё ли создал Бог? Новые открытия учёных», в которой автор, согласно утверждениям Екатеринбургского епархиального информационно-издательского центра, «являясь популяризатором креационизма, развенчивает популярные мифы, основанные на теории эволюции, опираясь на исследования и мнения авторитетных отечественных и зарубежных учёных». В 2019 году вышла его книга «Сокровенный смысл библейских событий», в 2022 году — серия книг «Библия и история».

## Награды
6 июня 2014 года награждён медалью Преподобного Сергия Радонежского (Русская православная церковь).
В 2022 году получил диплом 3-й степени Издательского совета РПЦ в номинации «лучшее учебное издание» за серию книг «Библия и история».
Лауреат антипремии почётный академик ВРАЛ за 2023 год, вручаемой, согласно положению о премии, «за выдающийся вклад в развитие и распространение лженауки и псевдонауки» в естественнонаучной номинации (ВРАЛ НАРАЕНЕ) как «автор учебника „Общая биология“ для 10—11-х классов „с преподаванием биологии на православной основе“. В учебнике автор пытается совместить современную биологию с буквалистской трактовкой христианского Сотворения Мира за 6 дней».

## Издания работ
- Вертьянов С. Ю. Общая биология : учеб. для 10-11 кл. общеобразовательных учреждений с преподаванием биологии на правосл. основе. — М. : Свято-Троицкая Сергиева Лавра, 2005 (ОАО Тип. Новости). — 351 с.
  - Вертьянов С. Ю. Общая биология : учеб. для 10-11 кл. общеобразовательных учреждений / под ред. Ю. П. Алтухова. — 2-е изд., расш. — Москва : Свято-Троицкая Сергиева Лавра, 2006. — 352 с. — ISBN 5-903102-01-8
  - Дикарев С. Д., Вертьянов С. Ю. Общая биология. 10-11 : поурочный тест-задачник к учебнику для 10-11-х классов общеобразовательных учреждений. — 3-е изд., испр. — Сергиев Посад, Московская обл. : Свято-Троицкая Сергиева лавра, 2010. — 199 с.; 22 см + Ответы на вопросы (11 с.). — ISBN 5-903102-01-8
  - Вертьянов С. Ю. Общая биология. 10-11 : учебник для 10-11-х классов / под редакцией Ю. П. Алтухова, В. К. Жирова. — 4-е изд., расш. и обновл. — Москва : [б. и.]; [Сергиев Посад] : Свято-Троицкая Сергиева Лавра, 2022. — 383 с. — (ЕГЭ 100 + Библия) (Современный курс). — ISBN 978-5-00009-250-7. — 6000 экз.
- Вертьянов С. Ю. Происхождение жизни: факты, гипотезы, доказательства. — Сергиев Посад: Свято-Троицкая Сергиева Лавра, 2009. — 144 с. — ISBN 5-903102-03-4.
- Воробьёв С. Ю. Закон Божий Т.1. Библейская история Ветхого Завета. — М.: Свято-Троицкая Сергиева Лавра, 2009. — 352 с.: ил. — ISBN 978-5-903102-15-0
- Воробьёв С. Ю. Закон Божий Т.1. Евангельская история. — М.: Свято-Троицкая Сергиева Лавра, 2009. — 448 с.: ил. — ISBN 978-5-903102-15-0
- Воробьёв С. Ю. Библия и история. — М.: Издательство Московской патриархии Русской Православной Церкви, 2011. — 312 с.: ил. — ISBN 978-5-88017-231-3
- Воробьёв С. Ю. Евангельские события от Рождества до Вознесения Господа Иисуса Христа с историческими и археологическими подтверждениями. — М. : Издательство Московской Патриархии Русской Православной Церкви, 2015. — 576 c. — ISBN 978-5-88017-544-4
- Воробьёв С. Ю. Библия, история, археология: Ветхий Завет в контексте исторических открытий. — Москва : Планета, 2014. — 559 с. — ISBN 978-5-903162-62-8
- Воробьёв С. Ю. Краткая Библия. Ветхозаветные события от Сотворения мира до Рождества Христова. — Москва : Воскресение, cop. 2018. — 271 с. — ISBN 978-5-6040203-0-2 — 10000 экз.
- Вертьянов С. Всё ли создал Бог?: новые открытия учёных . — Москва : Воскресение, 2018. — 127 с. — ISBN 978-5-6040203-7-1 — 12000 экз.
  - Вертьянов С. Всё ли создал Бог?: новые открытия учёных. — Москва : Изд-во Московской Патриархии Русской Православной Церкви, 2019. — 127 с. — ISBN 978-5-88017-729-5 — 10000 экз.
- Воробьёв С. Ю. Сокровенный смысл библейских событий. — Свято-Троицкая Сергиева Лавра, 2019. — 376 c. — ISBN 978-5-00009-197-5.